# Aquidabã (encouraçado de esquadra)
O Aquidabã foi um encouraçado de esquadra da Armada Imperial Brasileira tendo sido o primeiro navio a ostentar esse nome. O navio foi construído pelo estaleiro Samuda & Brothers em meio a um ostensivo programa de modernização da Armada. Teve a sua quilha batida em 1883, lançado em 17 de janeiro de 1885 e comissionado em 14 de agosto do mesmo ano. Durante seus vários anos de serviço, recebeu alguns apelidos como "Encouraçado de Papelão", por causa de sua blindagem irregular e "Casaca de Ferro", após resistir a três incursões na baía de Guanabara. 
O navio de guerra chegou a ser afundado parcialmente pelo contratorpedeiro Gustavo Sampaio na barra norte de Florianópolis em 1894 durante a Revolta da Armada, mas foi rapidamente posto a flutuar. Ele também foi usado como embarcação para experiências de telégrafo sem fio. O encouraçado explodiu sob circunstâncias ainda desconhecidas na baía de Jacuecanga, o naufrágio está localizado a cerca de 8 a 18 metros de profundidade, sendo considerado relativamente perigoso por causa de vários vergalhões expostos e da baixa visibilidade.

## Características gerais

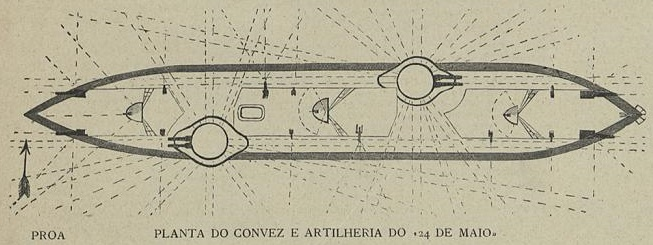
Planta do convés e artilharia do 24 de Maio, antes Aquidabã (O Occidente, 1895)

Classificado como encouraçado de esquadra, foi construído no Reino Unido pelo estaleiro Samuda & Brothers que operava as margens do rio Tâmisa na cidade de Londres. O navio foi lançado ao mar a 14 de agosto de 1885 e era considerado tecnicamente um dos navios mais avançados de sua época, chegando a atingir dezesseis nós com seus motores de 6 200 cavalos-vapor. Tinha as dimensões de 85,40 metros de comprimento, 15,86 metros de boca e 5,60 metros de calado. Seu deslocamento médio era de 5 029 toneladas.
O armamento do vaso de guerra era constituído por quatro canhões de retrocarga Armstrong de retrocarga de 234 milímetros (9.2 polegadas), instalados em duas torres duplas dispostas diagonalmente, uma a boreste e outra a bombordo; quatro canhões de 146 milímetros no convés superior; onze metralhadoras de 25 milímetros, cinco metralhadoras de 11 milímetros e cinco lança-torpedos Whitehead.
Sua blindagem consistia em uma couraça com espessura entre 177,8 a 279 milímetros e um convés blindado de 304,8 milímetros de espessura. Como a sua couraça não protegia igualmente todo o navio, chegou a ser apelidado de "Encouraçado de Papelão" pelo seu primeiro comandante, Custódio de Melo.

## História

### Antecedentes
Em abril de 1880 o então Ministro da Marinha, Almirante José Rodrigues de Lima Duarte, apresentou um relatório à Câmara dos Deputados sobre a urgência de se modernizar a Marinha Imperial, com a adoção de então modernos navios encouraçados. A intenção do Almirante era a de adquirir duas dessas embarcações junto a estaleiros britânicos, e desse modo, foram encomendados os encouraçados Riachuelo e Aquidabã.

### Primeiros anos

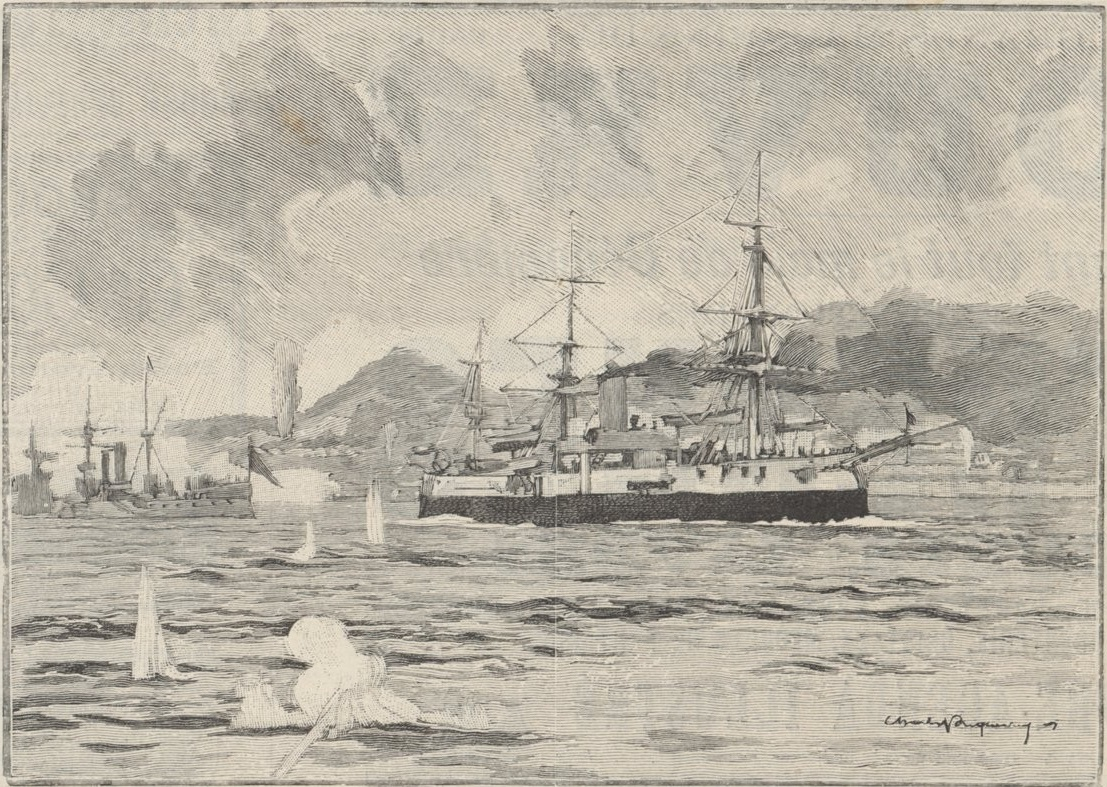
O Aquidabã bombardeando os Fortes do Rio de Janeiro (desenho de Fouqueray, baseado em uma fotografia, publicado na Revista Le Monde Illustré, nº 1.916, 16/12/1883)

Em novembro de 1891, o Aquidabã cumpriu um papel decisivo na consolidação do golpe de estado, contra a Monarquia, pelo Marechal Deodoro da Fonseca. Foi de um de seus canhões que saiu o tiro de advertência à Esquadra de São Bento, chegando a danificar o campanário da Igreja de Nossa Senhora da Lapa dos Mercadores no centro do Rio de Janeiro. O encouraçado atingiu o ápice de sua carreira em 1893, no início da Revolta da Armada, quando voltou a ter a bordo o agora Almirante Custódio de Melo, na chefia de uma rebelião contra o governo do Marechal Floriano Peixoto. O navio cruzou três vezes a baía de Guanabara, resistindo à artilharia de costa e, ainda por cima, levando a bordo o oficial que o chamara de "Encouraçado de Papelão". A partir daí, o seu apelido passou a ser "Casaca de Ferro".

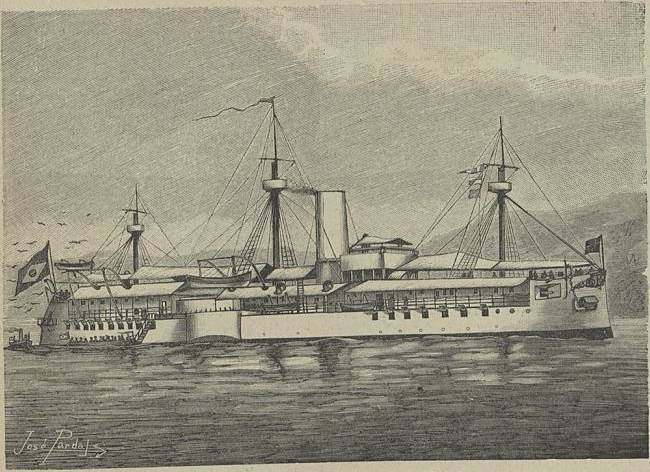
O couraçado brasileiro 24 de Maio (antes Aquidabã), fundeado no Tejo.

### Combate naval de Anhatomirim
Em abril de 1894 encontrava-se nas águas da Baía Norte da Ilha de Santa Catarina. Durante o combate naval de 16 de abril, junto à Fortaleza de Santa Cruz de Anhatomirim, foi torpedeado pelo contratorpedeiro Gustavo Sampaio, vindo a afundar parcialmente. Posto a flutuar, foi levado ao Rio de Janeiro para reparos superficiais.

### Reformas e modernizações
O navio rumou em seguida para a Alemanha e para a Grã-Bretanha, para passar pelos reparos necessárias no casco e máquinas e na artilharia. Somente em 1897 o voltou a navegar, com um armamento ainda mais poderoso: dois canhões Armstrong de 203 milímetros, quatro canhões de 120 milímetros e quinze metralhadoras Nordenfelt.
Algum tempo depois o Aquidabã retornou ao estaleiro para ser aparelhado como uma embarcação para experiências de transmissão de telégrafo sem fio. As mudanças foram basicamente, a retirada dos dois mastros militares (instalados durante a reforma), os tubos de torpedo acima da linha d'água e a instalação de um mastro para a transmissão de dados telegráficos.

### Naufrágio

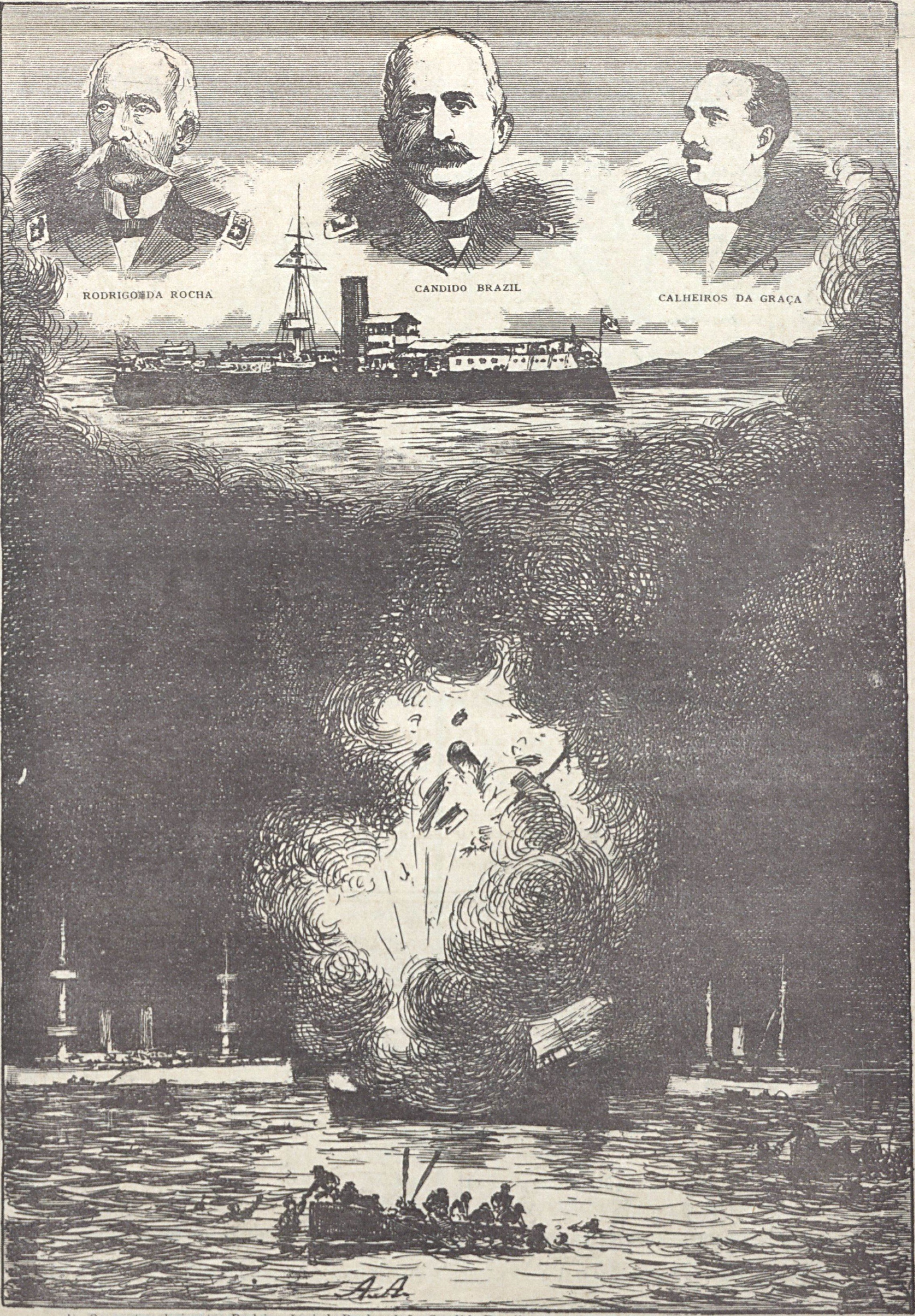
O naufrágio de 21 de janeiro de 1906, na Baía de Jacuecanga: explosão e submersão do Aquidabã, à vista dos cruzadores Barroso e Tiradentes (gravura de Angelo Agostini, publicada em O Malho, 1906).

No dia 21 de janeiro de 1906, quando fundeado na baía de Jacuecanga em Angra dos Reis, junto com os cruzadores Barroso e o Tamandaré, quando faltavam poucos minutos para as onze horas da noite, por razões até hoje desconhecidas, o Aquidabã sofreu uma violenta explosão em um de seus paióis contendo cordite, partindo o navio ao meio e vindo a afundar. Pereceram no desastre 212 homens de sua tripulação, inclusive parte da comitiva ministerial que procedia a estudos sobre o novo porto militar, o seu comandante e grande parte da oficialidade do vaso de guerra. Salvaram-se apenas 98 pessoas.
A pouca distância, a bordo do cruzador Barroso, o então Ministro da Marinha, Júlio César de Noronha, assistiu à explosão do encouraçado, encontrando-se entre as vítimas, o seu próprio filho, o guarda-marinha Mário de Noronha e um sobrinho, o capitão-tenente Henrique de Noronha, além do contra-almirante Rodrigo José da Rocha e do contra-almirante João Cândido Brazil, patrono do Corpo de Engenheiros Navais da Marinha Brasileira.

#### Na imprensa
A notícia da catástrofe se espalhou imediatamente, tornando manchete dos principais periódicos de todo o mundo. Segundo o pesquisador da área educacional, Ivanildo Fernandes, no dia no naufrágio, foi emitida a seguinte nota de pesar, Expediente de 27 de janeiro de 1906, dirigida ao Presidente Rodrigues Alves, no qual estavam alunos da Academia do Comércio.

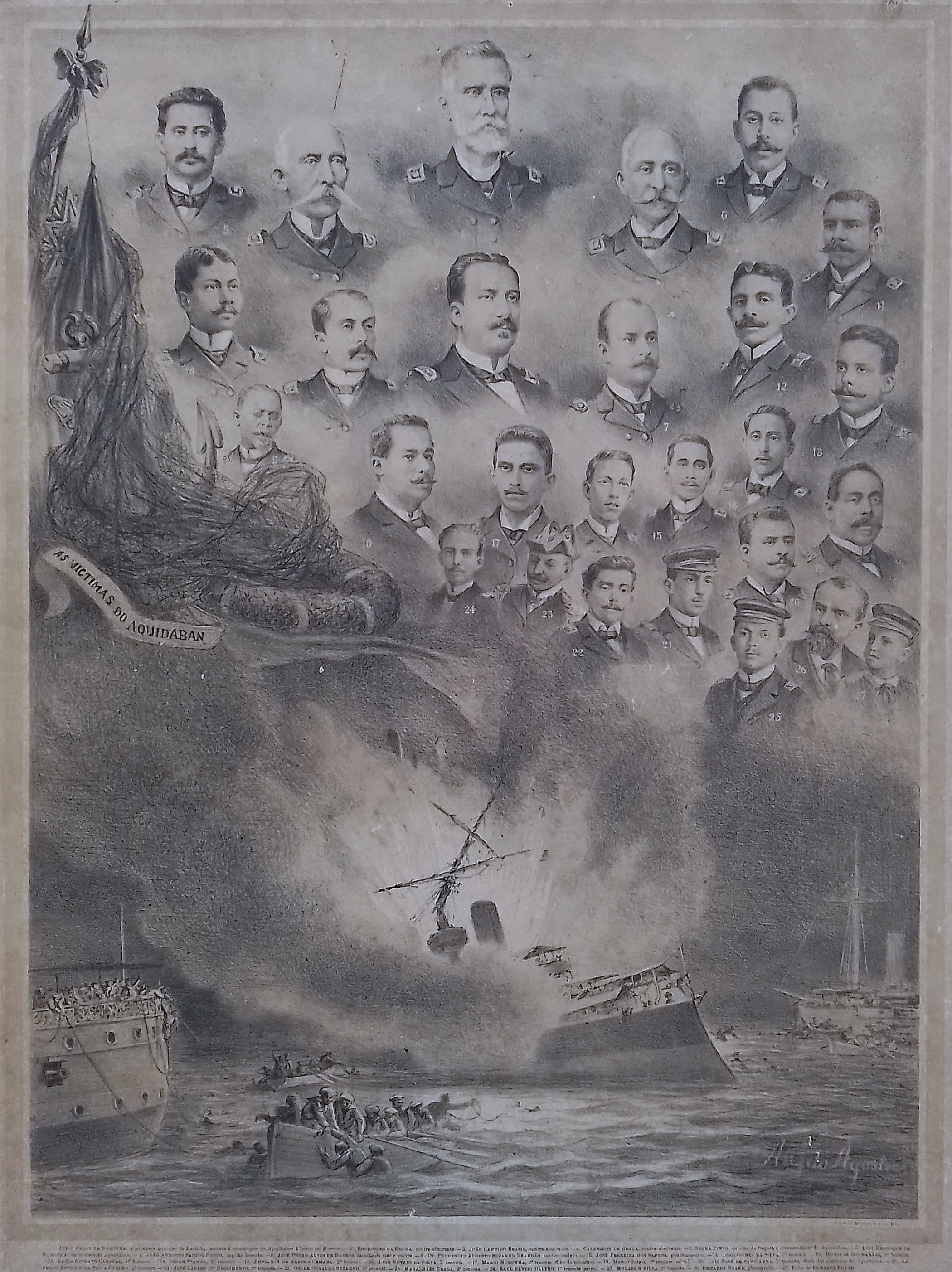
A cena do incêndio a bordo. Acima, oficiais a bordo. Publicada em O Malho.

Illm. Exm. Sr. Dr. Francisco de Paula Rodrigues Alves, Dignissimo Presidente da Republica. Rio de Janeiro, 27 de janeiro de 1906.—Ante o tragico episodio occorrido na enseada de Jacitecanga, os alumnos Academia de Commercio do Rio de Janeiro atual Universidade Candido Mendes no Rio de Janeiro e os seus collegas da Escola Commercial da Bahia, respeitosa e profundamente consternados, veem manifestar a V. Ex. a sua solidariedade na magua que ora compunge a alma da Patria.
O momento actual representa para a Republica a mais dura e commovente das provações que ella já ha soffrido.
A V. Ex., como dignissimo o directo representante do povo brazileiro, de que somos obscura parcela, cabe receber a expressão da mais sentida condolencia pelo infortúnio que experimentamos.
Affeitos e confiados no animo torto de V. Ex., tão sobejamente provado, estamos certos do que a angustia por que passa neste momento a vida nacional, produzirá, longo de desanimo, a vontade de prosseguir no louvável e extraordinario resurgimento observado no governo de V. Ex.
Digne-se, pois, permittir V. Ex. que reiteremos os nossos pezames sentidos pela horrorosa, catastrophe que privou o Brazil de um pugilo do tão distinctos e devotados servidores.
A nossa dor é, como a de todo o Brazil, inteira, intensa, eterna e inexprimivel.
Muito respeitosamente. — A Commissão.
Alvaro de Mello.—Julio de Abreu Gomes.—Percilio de Carvalho.
Fonte: DOU de 01 de fevereiro de 1906, fls 637.

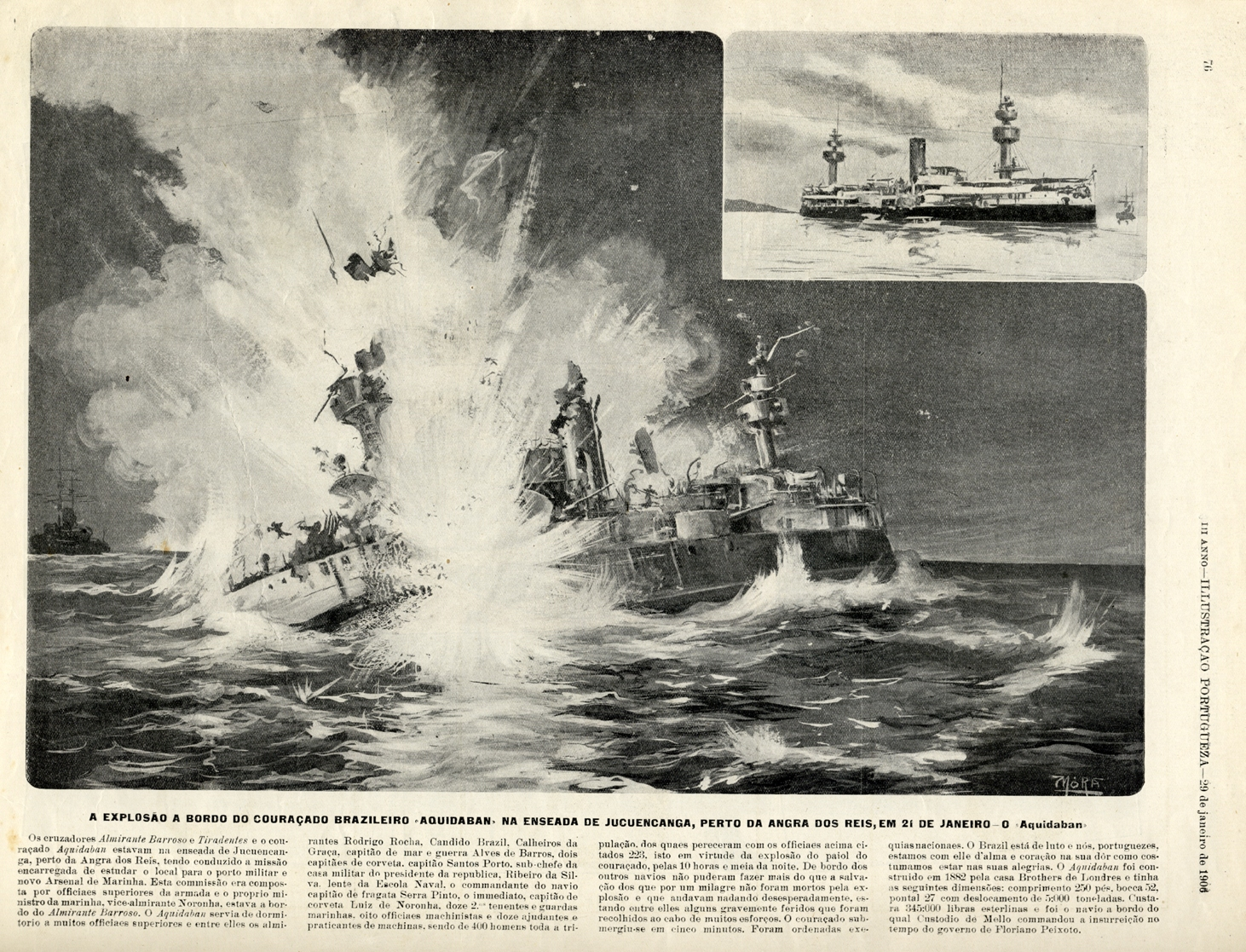
Notícia do português Illustração Portugueza, ilustrando o navio em grande detalhe.

##### Imprensa portuguesa
O incidente foi amplamente reportado nos meios portugueses, com demonstrações de empatia; o periódico lisboeta de larga tiragem Illustração Portugueza noticiou o ocorrido na sua edição de 29 de janeiro de 1906. Em Viana do Castelo, Portugal, publicar-se-ia o número único da Homenagem dos viannenses ás victimas do "Aquidaban", no qual várias figuras notáveis locais manifestariam os seus sentimentos para com a tragédia da "pátria irmã" brasileira, "tristeza e luto" que se manifestariam então pelo país "de Norte a Sul".

## Repercussão
Após este acidente, a Marinha criou um setor responsável pela identificação dos tripulantes, pois diversos corpos encontrados não puderam ser reconhecidos à época. Poucos meses após o naufrágio, a tragédia foi tema da Missa de Requiem do compositor francês Fernand Jouteux (1866-1956) e da obra musical O Batel da Dor, para dois pianos, última obra do autor mineiro Francisco Magalhães do Valle (1869-1906).
Atualmente os destroços repousam a uma profundidade entre 8 e 18 metros, ao largo do monumento em homenagem às vítimas da tragédia, inaugurado em 1913 na Ponta do Pasto. A visibilidade para mergulho no local dificilmente ultrapassa os dois metros de profundidade, podendo chegar até cinco metros em dias excepcionais. Recomenda-se tomar cuidado em função dos vergalhões expostos.